# Choças (Carbonária)
Choça era uma estrutura organica de reunião da organização secreta de carácter político-religioso carbonária.

## História
A origem do seu nome prende-se aos primordios da fundação da Carbonária enquanto associação secreta, que exerceu a sua principal actividade desde o fim do sec XVIII a meados do século XIX, os primeiros carbonários nas suas comunicações, usavam de expressões próprias dos ofícios porque eram denominados os seus membros em Itália (carbonari - carvoeiros) e, em França (fendeurs - lenhadores), assim ao lugar das reuniões chamavam primordialmente "Barracas" (casa dos lenhadores) e ao seu interior, Choça, que na realidade quer dizer o mesmo mas em vez de ser uma "casa" era uma "cabana de carvoeiros" ou um "casebre de carvoeiros" daí ser sempre o nome de uma estrutura organica inferior às "Barracas", ainda e segundo Luz de Almeida:O Termo choça é adoptado em obediência à tradição. Os primitivos carbonários italianos reuniam-se nas choças dos carvoeiros, disseminadas pelas florestas, e daí vem chamar-se também Maçonaria da floresta à Carbonária.
Este nome foi utilizado em algumas das carbonárias fundadas e em algumas era a única estrutura de reunião mas na grande maioria era apenas o nome das estruturas organicas de base (em que se procedia a iniciações) submetidas a outras estruturas base superior, como Barracas ou Vendas.

## NaCarbonária Portuguesa
Nesta organização as Choças era a designação organica das estruturas base mais importantes e eram compostas normalmente por cerca vinte Bons Primos, tinham três graus, Rachadores e  Carvoeiros e eram presididos por um carbonário decorado com o grau terceiro, de Mestre, o seu chefe era assim o Mestre da Choça.
Esta organização agregava, coordenava e governava assim os Canteiros (idealmente quatro) representados por todos os seus Bons Primos e era assim a estrutura base mais importante da organização sendo que nesta estrutura é que se efectuavam normalmente as iniciações e recepções da maioria dos membros aceites (os Rachadores) nesta organização bem como os rituais de elevação ao grau de Carvoeiro.
Luz de Almeida chega a dar alguns exemplos sobre Choças pertencentes à Carbonária Portuguesa:
"No pátio do Tijolo, à Rua D. Pedro V, houve uma carvoaria cujo dono, falecido há muito tempo, pertencia à Carbonária. Republicano enérgico e voluntarioso, dominava com as suas maneiras autoritárias os conterrâneos minhostos, geralmente da mesma profissão, que o iam visitar, catequizando-os e entregando-os, daí a pouco, aos comités iniciadores. No interior do seu estabelecimento, que era uma verdadeira choça (Choça dos Bons Amigos), reuniam alguns donos e moços de Carvoarias. Todos estes moçetões, robustos de corpo e negros de rosto, deram excelentes carbonários."

## NaCarbonária Lusitana
Pelas fontes disponíveis esta organização teve como estrutura de topo uma Choça, a Choça Carbonária "Esperança no Futuro", deste modo esta designação seria a correspondente à Venda Jovem-Portugal da Carbonária Portuguesa.